# Sint-Johanneskerk (Berlijn)
De Sint-Johanneskerk (Duits: Sankt Johanniskirche) is een door Karl Friedrich Schinkel ontworpen kerkgebouw in het Berlijnse stadsdeel Moabit. Het kerkgebouw is een van de vier voorstadkerken van de architect die allen eenzelfde bouwplan hadden. De kerk draagt de naam van Johannes de Doper.

## Geschiedenis
De kerk werd in de jaren 1832-1835 aan de Spandauer Heerweg, tegenwoordig de Straße Alt-Moabit, gebouwd. Op 24 juni 1835, op de feestdag van Johannes, vond de wijding plaats. Het gebouw mocht net als de drie andere voorstadkerken niet te veel geld kosten en de uitvoering diende eenvoudig te blijven. Omdat de geloofsgemeente sterk groeide, moest het gebouw als snel worden vergroot. Friedrich August Stüler maakte al in 1844 ontwerpen, die vanaf 1850 werden uitgevoerd. In verschillende bouwfases werd een zondagsschool, een pastorie, een voorhal, een arcadengang en een links naast de kerk staande 47,60 meter hoge campanile aan de kerk toegevoegd. Hierdoor kreeg het complex een Italiaans aanzien. Ten slotte werd in 1865 nog een kosterwoning bijgebouwd.
De gemeente bleef doorgroeien. Ondanks de bouw van de Heilandskerk in 1894 was het nodig om ook de Johanneskerk te vergroten. Naar de plannen van de architect Max Spitta werd er in 1895-1896 een dwarsschip en een nieuw koor gebouwd. Na de verbouwinge bood de Johanneskerk plaats aan meer dan 1.000 zitplaatsen.
De Johanneskerk raakte in de Tweede Wereldoorlog zwaar beschadigd. Tijdens de luchtaanval op 23 november 1943 brandde de kerk volledig uit. In de jaren 1952-1957 volgde een iets gewijzigde wederopbouw. Het interieur werd in vereenvoudigde vorm hersteld. De nieuwe wijding van de kerk vond plaats op 23 juni 1957.
Op het nieuwe altaar van de Johanneskerk bevindt zich een laatgotisch triomfkruis afkomstig uit het in de Tweede Wereldoorlog vernietigde Berlijnse Fransiscaner Klooster.

## De andere voorstadkerken van Karl Friedrich Schinkel
- Sint-Elisabethkerk
- Sint-Pauluskerk
- Oude Nazarethkerk